# Frederick Corder

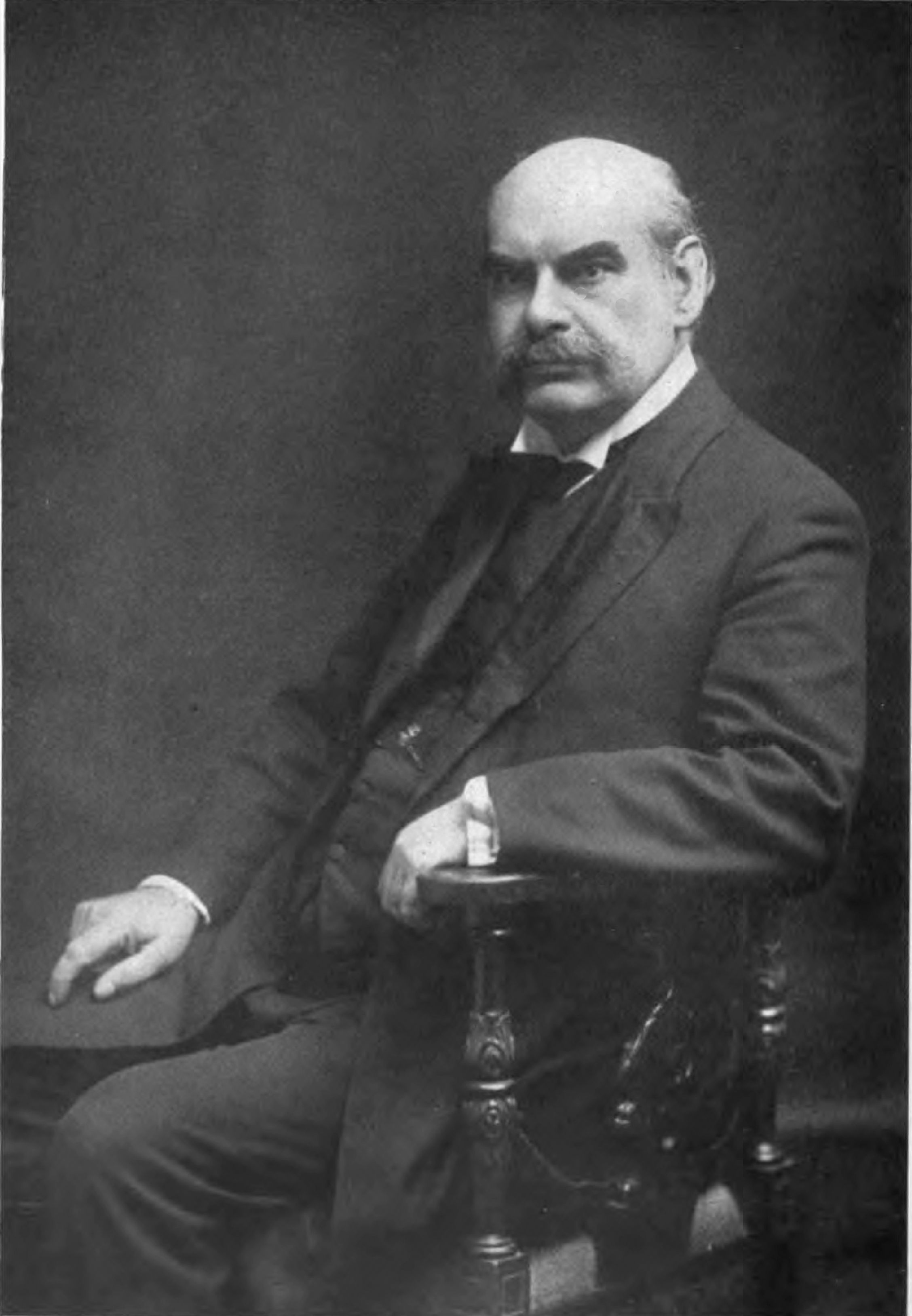
Frederick Corder

Frederick Corder (* 26. Januar 1852 in London; † 21. August 1932 ebenda) war ein englischer Komponist.

## Leben
Corder studierte am Royal College of Music und bei Ferdinand Hiller in Köln. Er war Kapellmeister in Brighton und seit 1888 Kompositionslehrer am Royal College of Music. Zu seinen Schülern zählten Hubert Bath, Alan Bush und Eric Coates.
Corder komponierte neben Operetten, Melodramen und Opern eine Suite, ein Notturno und eine Ouvertüre für Orchester, die Tondichtung Abend an der Küste, eine Elegie für vierundzwanzig Violinen und Orgel sowie mehrere Kantaten. Zusammen mit seiner Frau Henriette Walford schuf er die englische Übersetzung von Wagners Opernzyklus Ring des Nibelungen und seines letzten Bühnenwerkes Parsifal. 
1897 wurde eine Auftragsarbeit der Philharmonic Society of London für eine Suite Roumanian dort aufgeführt.

## Werke
- La Morte d’Arthur, Oper, 1879
- A Storm in a Teacup, Operette, 1882[1]
- The Bride of Triermain, Kantate, 1886
- Nordisa, romantische Oper, 1887
- The Sword of Argantyr, Kantate, 1889
- Prospero, Konzertouvertüre

## Schriften
- The Orchestra and how to write for it, 1895
- Modern Composition, 1909